# Mihai Eminescu
Mihai Eminescu (pronunciació en romanès: /mi'haj e.mi'nes.ku/) (15 de gener de 1850 – 15 de juny de 1889). De nom original Mihail Eminovici, va ser un poeta romàntic tardà, el més conegut i influent poeta romanès, admirat tant a Romania com a Moldàvia. Entre els poemes més famosos s'hi troben Luceafărul ("Estel del Matí"), Odă în metru antic ("Oda en mètrica antiga"), i cinc Scrisori (epístoles/sàtires). Eminescu fou actiu participant de la societat literària Junimea, i treballà també com a editor de Timpul, el diari oficial del partit conservador.

## Biografia

### Família
Fill de Gheorghe Eminovici, natural de Călineşti, localitat romanesa del comtat de Suceava, Bucovina, que aleshores formava part de l'imperi austrohongarès. Eminovici emigrà a Moldàvia, establint-se a Ipoteşti, localitat pròxima a la ciutat de Botoşani. Es casà amb Raluca Iurăscu, hereva d'una antiga família de l'aristocràcia moldava.

### Primers anys
Mihail (tal com apareix al certificat de baptisme) o Mihai (la forma més comuna que ell usava) va néixer a Botoşani, Moldàvia (Romania). Va passar els primers anys d'infantesa entre Botoşani i Ipoteşti, a la casa familiar. Des de 1858 i fins al 1866 va anar a escola a Cernăuţi. Va acabar el 4t curs en la cinquena posició d'entre els 82 alumnes del seu nivell i, després d'això, va fer dos cursos d'ensenyament secundari.
La primera mostra d'Eminescu com a escriptor va aparèixer el 1866. Al gener d'aquell any, el professor romanès Aron Pumnul morí, i els seus estudiants de l'escola de Cernăuţi van publicar un fulletó, Lăcrămioarele învăţăceilor gimnaziaşti ("Llàgrimes dels Estudiants de l'Institut"), en el qual un poema titulat La mormântul lui Aron Pumnul ("A la tomba d'Aron Pumnul") apareix signat per "M. Eminovici". El 25 de febrer del mateix any, el seu poema De-aş avea ("Si hagués de tenir") va ser publicat a la revista literària de Iosif Vulcan, Familía, a Pest. Aquest fou el primer d'una sèrie de poemes publicats (i amb ocasional traducció a l'alemany). Va ésser també Iosif Vulcan, a qui li desagradava el sufix eslau "-ici " del cognom del jove poeta, qui va triar per a ell la terminació d'aparença més romanesa "-escu ", passant així a convertir-lo en Mihai Eminescu.

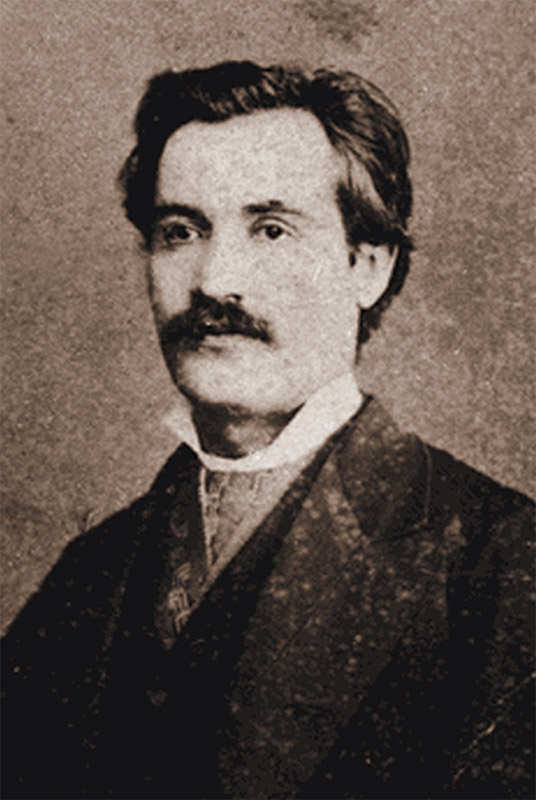
Mihai Eminescu amb 27 anys

El 1867 s'uní al grup d'Iorgu Caragiale com a secretari, passant l'any següent a l'equip de Mihai Pascaly. Tots dos es trobaven entre les principals companyies romaneses de teatre de l'època, formant també part del segon grup Matei Millo i Fanny Tardini-Vlădicescu. Aquest any escriu Ce-ţi doresc euţie, dulce Românie ['Què és el que et desitjo, dolça Romania'] de la qual es disposa d'una versió catalana. Eminescu s'establí aviat a Bucarest, on a finals de novembre del mateix any començà a treballar com a secretari i copista del Teatre Nacional Romanès. Durant aquest període continuà escrivint i publicant poemes, i augmentava la seva renda traduint centenars de pàgines d'un llibre de Heinrich Theodor Rotscher, tot i que mai resultà en un treball acabat. També en aquesta època començà a escriure la seva novela Geniu pustiu ("Genis malaguanyats"), publicada pòstumament el 1904 en format inacabat.
L'1 d'abril de 1869 va exercir com a cofundador del cercle literari Orient, els interessos del qual incloïen la reunificació del folklore romanès i de documents relatius a la literatura romanesa. El 29 de juny diversos membres d'aquest grup van organitzar-se per tal d'anar a diferents províncies del país. Eminescu va ser assignat a Moldàvia. Aquell estiu va trobar-se per casualitat amb el seu germà Iorgu, oficial militar, als jardins de Cişmigiu a [Bucarest], però Mihai va rebutjar l'intent de Iorgu de renovar les relacions amb la seva família. Encara a l'estiu de 1869, va deixar el grup de Pascaly i va viatjar fins a Cernăuţi i Iaşi. Aleshores va decidir-se a refer els lligams amb la seva família; el seu pare li va prometre una subvenció regular perquè estudiés a Viena a partir d'aquella tardor. Com sempre, Eminescu va continuar escrivint i publicant poesies; notablement, amb ocasió de la mort del director de Muntenia, Barbu Dimitrie Ştirbei, va publicar un fulletó, La moartea principelui Ştirbei ("La mort del príncep Ştirbei).
Des d'octubre de 1869 fins al 1872 estudià a Viena. Va ésser inclòs com a "auditor extraordinari" a la Facultat de Dret i Filosofia. Formava part activa de la vida estudiantil, fent amistat amb Ioan Slavici i amb Veronica Micle, a través de la qual va conèixer profundament la ciutat. Va contribuir també amb Convorbiri literare ("Converses literàries"), editat per Junimea (del romanès june -"jove"). Els líders d'aquesta organització cultural, Petre P. Carp, Vasile Pogor, Theodor Rosetti, Iacob Negruzzi i Titu Maiorescu, exerciren la seva influència política i cultural sobre Eminescu, que quedà en ell per la resta de la seva vida. Impressionats per un dels poemes d'Eminescu, Venere şi Madonă ("Venus i Madona"), Iacob Negruzzi, '’editor de "Convorbiri literare", viatjà a Viena per conèixer-lo. Negruzzi escriuria després com pogué reconèixer Eminescu d'entre una multitud de gent jove als cafès vienesos gràcies a la seva aparença "romàntica": cabell llarg i mirada perduda en els seus pensaments.
El 1870 Eminescu va escriure tres articles sota el pseudònim "Varro" a Federaţiunea a Pest, sobre la situació dels romanesos i d'altres minories a l'Imperi Austrohongarès. Aleshores és quan començà la seva carrera com a periodista per al diari Albina ("L'abella") a Pest. De 1872 fins a 1874 continuà com a estudiant a Berlín, gràcies a la beca oferta per Junimea.
De 1874 a 1877 treballà com a director de la Biblioteca Central de Iaşi, com a professor substitut, inspector d'escola de les províncies de Iaşi i Vaslui, i com a editor del diari Curierul de Iaşi ("Diari de Iaşi"), tot gràcies a la seva amistat amb Titu Maiorescu, el líder de Junimea i aleshores rector de la Universitat de Iaşi. Eminescu continuà publicant també a Convorbiri literare. esdevingué bon amic de Ion Creangă, a qui va convèncer per escriure i al qual va presentar al club literari Junimea.
El 1877 es traslladà a Bucarest on, fins al 1883, va exercir com a primer director i director en cap del diari Timpul ("El Temps"). Durant aquest període escrigué Scrisorile, Luceafărul i Odă în metru antic entre d'altres. Gran part de les seves peces editades pertanyen a aquest període, de quan Romania estava en guerra amb l'Imperi Otomà a la Guerra Russo-Turca de 1877-1878, i a través de la cursa diplomàtica que portà al reconeixement internacional de la independència de Romania, però sota la condició d'atorgar la ciutadania romanesa a tots els jueus que habitaven al territori. Eminescu s'hi oposà, i també a una altra clàusula del Tractat de Berlín: Romania havia de cedir el sud de Bessaràbia a Rússia a canvi de Dobrudja, una província otomana de la riba de la mar Negra.

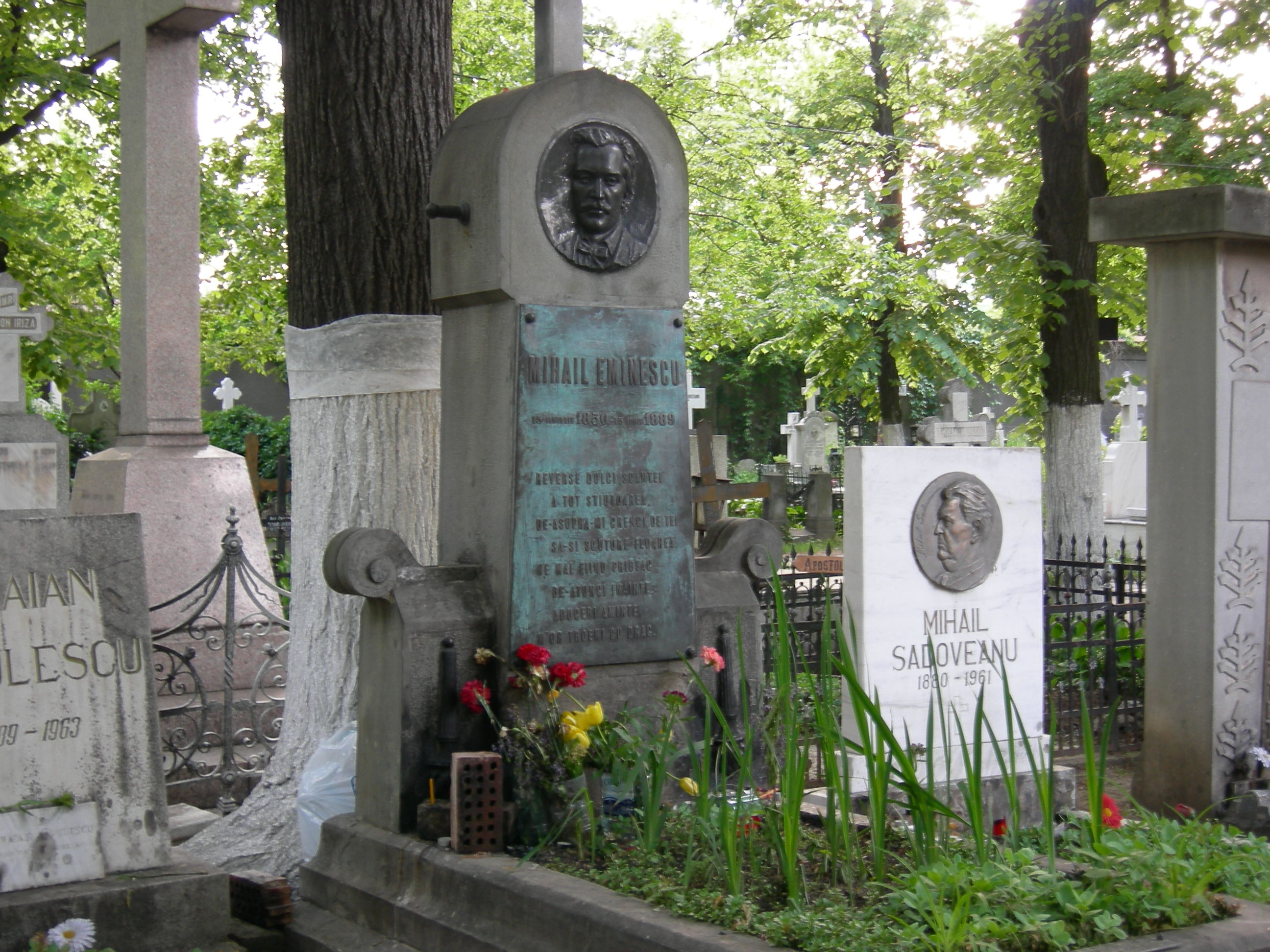
Tomba de Mihai Eminescu a Bucarest

Al juny de 1883, el poeta caigué greument malalt i fou internat a l'hospital del Docort Şuţu. Al desembre del mateix any, el seu volum Poesii sortí publicat, amb una selecció de poemes i un prefaci escrit per Titu Maiorescu.

### Anys de malaltia
Els seus últims anys Eminescu es veié afectat d'una psicosi maníaco-depressiva. El 1883, a Romania, fou també diagnosticat de sífilis. George Călinescu escrigué a la biografia del poeta que aquestes malalties les patia des que tenia 20 anys; tot i així, un diagnòstic diferent, fet a Viena, també el 1883, mencionava la seva depressió però no la sífilis. El 1884 retornà a Romania amb un aspecte general saludable. El 1886 començà a rebre injeccions de mercuri, el tractament tradicional d'aleshores contra la sífilis. Eminescu morí a l'hospital el 15 de juny de 1889. La seva autòpsia fou poc detallada, raó per la qual la causa real de la seva mort és encara un misteri. Està enterrat al cementiri Bellu de Bucarest.
Troballes recents, afirmen que les autoritats romaneses i austríaques de l'època publicaren les malalties d'Eminescu per tal de marginar un poderós adversri polític del tractat romano-austríac signat en aquell temps. El pacte secret requeria que Romania deixés de donar suport als romanesos de Transsilvània (sota mandat austríac). Així ho va fer (per un temps), cosa que portà uns quants romanesos nascuts a Transsilvània a traslladar la seva residència a Bucarest. Eminescu es trobava també sota vigilància constant i l'únic diagnòstic (encara no confirmat) de sífilis va ésser emès per metges romanesos.

### El poeta
Els seus poemes toquen una gran varietat de temes, des de la natura i l'amor fins a la història i la crítica social. Els seus anys d'infantesa són evocats a les seves últimes poesies amb una profunda nostàlgia.
Eminescu rebé la influència del treball d'Arthur Schopenhauer, i alguns han suggerit que el seu poema més famós, "Luceafărul", inclou elements de la cosmogonia vèdica. Els poemes d'Eminescu han estat traduïts a més de 60 idiomes. L'estudi de la seva vida, treball i poesia, fortament influenciada per la cultura romanesa, són obligatoris a les escoles públiques de Romania, així com la memorització i anàlisi de Luceafărul per als exàmens de graduació de l'ensenyament secundari.

### La seva obra
L'historiador romanès Nicolae Iorga va considerar Eminescu el padrí de la llengua romanesa moderna. És així proclamat de manera unànime com el més gran i més representatiu dels poetes romanesos.
Els seus poemes més importants són:
- Doina (nom d'un tipus de cançó romanesa)
- Lacul (El llac)
- Luceafărul (L'estel del matí)
- Floare albastră (Flor blava)
- Dorinţa (Desig)
- Sara pe deal (Vespre al turó)
- O, rămii (Oh, persisteix)
- Epigonii (Epígones)
- Scrisori (Cartes o"Epístoles-Sàtires")
- Odă (în metru antic) (Oda (en mètrica antiga))
- Mai am un singur dor (Tinc ara un desig)

Els seus treballs en prosa més important són:
- Făt-Frumos din lacrimă (Encant de Príncep, El ploraner)
- Geniu pustiu (Geni buit)
- Sărmanul Dionis (Pobre Dionis)
- Cezara (nom propi)

## Eminescu a la cultura

Estàtua de Mihai Eminescu a Bucarest

### El geni
Eminescu tenia només 20 anys quan Titu Maiorescu, el més important crític literari de la Romania del 1870, el designà com un "poeta real", en un assaig on només un grapat de poetes romanesos de l'època es van salvar de la cruel crítica de Maiorescu. A la dècada següent, la fama d'Eminescu com a poeta va créixer contínuament gràcies a (1) la forma que tenia d'enriquir el llenguatge literari amb paraules i dites de totes les regions de Romania, extretes de textos antics i amb paraules noves que encunyava de les seves lectures filosòfiques; (2) l'ús de metàfores, molt poc usades dins aleshores a la poesia romanesa; (3) finalment, i no per això menys important, fou possiblement el primer escriptor romanès que publicà en totes les províncies de Romania i que s'interessà incondicionalment per tots els problemes dels romanesos d'arreu. Ell mateix es definia com un romàntic, en un poema adreçat "Als meus crítics" (Criticilor mei), i aquesta denominació, la seva mort prematura i el seu estil de vida bohemia (mai aconseguí un títol, una bona feina, una esposa o una fortuna) fan que s'associï amb la figura romàntica del geni. A finals de la dècada de 1880, Eminescu tenia ja un grup de fidels seguidors. El seu poema de 1883 Luceafărul es va fer tan famós que una nova publicació literària prengué el seu nom.

### El poeta nacional
Aviat fou proclamat com el poeta nacional de Romania, no perquè escrigués la seva obra en una època de ressorgiment nacional, sinó perquè va ser rebut pels romanesos de totes les províncies com un autor de summa importància. Encara avui és considerat el poeta romanès per excel·lència, tant a Romania com a la República de Moldàvia, així com pels romanesos que viuen a la part ucraïnesa de Bucovina.

### Icona romanesa
Eminescu és omnipresent al dia a dia de Romania. Les seves estàtues estan per tot arreu; la seva cara es troba impresa als bitllets de 1000 lei estampats el 1998 i també als de 500 lei de 2005. Els aniversaris del seu naixement i de la seva mort són celebrats any rere any en nombroses ciutats romaneses, i van ésser proclamats com a festes nacionals el 1989 (centenari de la seva mort) i el 2000 (150 anys del seu naixement, proclamat Any Eminescu a Romania).Un grup de joves escriptors romanesos va provocar un gran escàndol quan van escriure sobre la seva idea desmistificada d'Eminescu i van fins i tot arribar a rebutjar la interpretació "oficial" del seu treball.

### Visió política
Degut al seu punt de vista nacionalista conservador, Eminescu va ser adoptat fàcilment com a icona de la dreta romanesa. El major obstacle per al seu ple reconeixement fou el fet que ell mai s'identificà com a cristià i que la seva poesia toca tant temes budistes com cristians, agnòstics i ateus.
Després de la dècada en la qual els treballs d'Eminescu foren titllats de "místics" i "burgesos", els comunistes de Romania acabaren acceptant Eminescu com el més gran poeta romanès. Allò que va obrir la porta a aquest desglaç fou el poema "Împărat şi proletar" ("Emperador i proletari") que Eminescu escrigué sota la influència dels esdeveniments de 1870-1871 a França, i que acabà en una crítica Schopenhaueriana de la vida humana.